# Neomochtherus sardus
Neomochtherus sardus är en tvåvingeart som beskrevs av Tsacas 1965. Neomochtherus sardus ingår i släktet Neomochtherus och familjen rovflugor. Inga underarter finns listade i Catalogue of Life.